# Brad Falchuk
Brad Falchuk (* 1. března 1971) je americký televizní scenárista, režisér a producent. Proslavil se prací na seriálech Plastická chirurgie s. r. o., Glee, American Horror Story a The Politician.

## Životopis
Vyrostl v Newtonu, ve státě Massachusetts, kde navštěvoval Beaver Country Day School. Na střední škole se snažil odlišit od spolužáků tím, že každý den do školy nosil kravatu a prohlašoval se za republikána. Řekl: „Snažil jsem se vypadat chytře, protože jsem se chytře necítil“. Ve skutečnosti trpěl nediagnostikovanou dyslexií. Na střední škole hrál baseball, basketbal a lakros. Později navštěvoval Americký filmový institut. V roce 1993 také absolvoval na Hobart College.

## Kariéra
Jeho televizní kariéra začala psaním scénářů pro seriály Mutant X (2001), Země: poslední konflikt (2001–2002) a Veritas (2003). V roce 2003 byl najat pro práci na první sérii seriálu Plastická chirurgie s. r. o.. Zde si vybudoval úzkou vazbu a přátelství s tvůrcem seriálu, Ryanem Murphym. Falchuk a Murphy spolu pokračovali v práci na psaní televizního pilotu s názvem Pretty/Handsome, o transsexuálním gynekologovi, který si v roce 2008 zakoupila televizní stanice Fox. Nakonec se však seriál nikdy nevysílal.
Když se seriál Plastická chirurgie s. r. o. začal blížit ke své šesté a poslední sérii, tak se Falchuk a Murphy začali poohlížet po svém dalším společném projektu a rozhodli se zaměřit se na lehčí téma. Spojili se s Ianem Brennanem, který napsal scénář o středoškolských sborech, aby natočili jedno-hodinovou komedii pro Fox Broadcasting Company. Jejich záměr byl úspěšný a změnil se na televizní seriál Glee, který se poprvé vysílal v roce 2009. Falchuk, Murphy a Brennan získali dvě nominace na ceny Writers Guild of America Award v kategoriích nejlepší komediální seriál a nejlepší nový seriál. Po brzkém úspěchu Glee podepsal dvouroční smlouvu s 20th Century Fox Television, která mu nadále dovolovala práci na Glee, stejně jako na vzniku nových projektů studia.
V roce 2011 Falchuk společně s Murphym vytvořili pro Fox hororový a dramatický seriál s názvem American Horror Story. První díl měl ve Spojených státech premiéru 5. října 2011.

## Osobní život
Jeho bratrem je Evan Falchuk, ředitel společnosti Best Doctors, Inc. Je synem Nancy Falchukové, vedoucí organizace amerických židovských žen s názvem Hadassah (od roku 2007). Je nejlepším a nejbližším přítelem Ryana Murphyho.
V roce 2008 mu jeho otec a bratr (lékaři) diagnostikovali vážné problémy s míchou. Poté, co podstoupil nouzovou operaci páteře, se plně zotavil, ale ze svých zkušeností v tomto období čerpal při psaní epizody seriálu Glee, s názvem Na vozíku (v originále Wheels).
Byl ženatý s Suzanne Bukinikovou, se kterou má dvě děti. V roce 2018 se oženil s Gwyneth Paltrowovou.